# Loopy Godínez
Lupita "Loopy" Godínez, född 6 september 1993 i Aguascalientes, är en mexikansk MMA-utövare som sedan 2021 tävlar i organisationen Ultimate Fighting Championship.